# Austrasien
Under merovingerne blev Frankerriget genstand for mange arvedelinger. Et af arvelodderne hed Austrasien, og det omfattede dele af det nuværende, østlige Frankrig, det vestlige Tyskland og det sydlige af Belgien og Nederlandene. Hovedbyen var Metz, selv om nogle af herskerne regerede fra Reims.
Da den frankiske konge, Klodevig 1., døde i 511, blev riget delt mellem hans fire sønner, og Theodorik 1. fik Austrasien. Dette område og nabolandet, Neustrien, var i uafbrudt indbyrdes strid. Disse kampe nåede et højdepunkt i krigene mellem dronning Brunhilda af Austrasien og dronning Fredegunde af Neustrien. I 613 fik kongen af Neustrien, Klodevig 2., magten over de to riger, og dermed var et forenet, frankisk rige genskabt med hovedstad i Paris.
Efterhånden som kongemagten blev svækket i Austrasien, blev embedet som Major domus centrum for den reelle magtudøvelse i kongeriget. Til sidst blev embedet arveligt i karolingernes familie, og det var under dem, at Austrasien mistede sin betydning som et særskilt rige.
Austrasiens regenter skal søges under Frankiske konger.